# Cinnamomum cappara-coronde
Cinnamomum cappara-coronde är en lagerväxtart som beskrevs av Carl Ludwig von Blume. Cinnamomum cappara-coronde ingår i släktet Cinnamomum och familjen lagerväxter. Inga underarter finns listade i Catalogue of Life.